# Кирибати на летних Олимпийских играх 2004
Государство Кирибати впервые участвовало в играх летней Олимпиады на Олимпийских играх 2004 года в Афинах, Греция. Страну представляли два мужчины и одна женщина, принимавшие участие в соревнованиях по лёгкой и тяжёлой атлетике.

## Лёгкая атлетика
Спортсменов - 2
Мужчины
| Спортсмен        | Вид  | Забег     | Забег | Четвертьфинал | Четвертьфинал | Полуфинал | Полуфинал | Финал     | Финал     |
| Спортсмен        | Вид  | Результат | Место | Результат     | Место         | Результат | Место     | Результат | Место     |
| ---------------- | ---- | --------- | ----- | ------------- | ------------- | --------- | --------- | --------- | --------- |
| Какианако Нарики | 100м | 11,62     | 78    | Не прошёл     | Не прошёл     | Не прошёл | Не прошёл | Не прошёл | Не прошёл |

Женщины
| Спортсмен           | Вид   | Забег     | Забег | Четвертьфинал | Четвертьфинал | Полуфинал | Полуфинал | Финал     | Финал     |
| Спортсмен           | Вид   | Результат | Место | Результат     | Место         | Результат | Место     | Результат | Место     |
| ------------------- | ----- | --------- | ----- | ------------- | ------------- | --------- | --------- | --------- | --------- |
| Каитинано Мвемвеата | 100 м | 13,07     | 85    | Не прошла     | Не прошла     | Не прошла | Не прошла | Не прошла | Не прошла |

## Тяжёлая атлетика
Спортсменов - 1
Мужчины
| Спортсмен    | Категория | Масса | Рывок | Рывок | Рывок | Толчок | Толчок | Толчок | Всего | Место |
| Спортсмен    | Категория | Масса | 1     | 2     | 3     | 1      | 2      | 3      | Всего | Место |
| ------------ | --------- | ----- | ----- | ----- | ----- | ------ | ------ | ------ | ----- | ----- |
| Меамеа Томас | 85 кг     | 84,24 | 120   | 125   | 130   | 155    | 162.5  | 162.5  | 292,5 | 13    |